# ناحیه عین بارده
ناحیه عین بارده (به عربی: عین الباردة) یک ناحیه در الجزایر است که در استان عنابه واقع شده‌است. ناحیه عین بارده ۳۵٬۵۴۳ نفر جمعیت دارد.